# Vejle Boldklub Kolding
Il Vejle Boldklub Kolding era una società calcistica danese. Giocava le partite casalinghe nel Vejle Stadion di Vejle e ha disputato due stagioni nella 1. Division, la seconda serie del calcio danese, ottenendo due terzi posti.
Il club nasce il 1º luglio 2011 dall'unione del Kolding FC e del Vejle Boldklub (Vejle BK). Quest'ultimo club, uno dei più antichi di Danimarca, è stato fondato nel 1891, e nella sua storia ha vinto di cinque titoli danesi e sei coppe nazionali. Due anni più tardi, nel giugno 2013 la fusione tra i due club viene sciolta e ritornano due squadre: il Vejle BK e il Kolding IF.